# Deinopis seriata
Deinopis seriata là một loài nhện trong họ Deinopidae.
Loài này thuộc chi Deinopis. Deinopis seriata được miêu tả năm 1906 bởi Eugène Simon.